# Magneebos
Het Magneebos is een bosgebied in de gemeente Heers in de Belgische provincie Limburg. Het bos ligt in het noordoosten van de gemeente nabij de gemeentegrens met Borgloon.
Samen met de beboste Zalenberg en het naburige Manshovenbos, deze laatste is gelegen op het grondgebied van Borgloon, maakt het Magneebos deel uit van een van de grotere boscomplexen in Droog-Haspengouw. Deze drie bossen hebben een totale oppervlakte van 162 ha en vormen een speciale beschermingszone in een gebied dat werd voorgedragen als Natura 2000-gebied.
Deze gebieden waren onderdeel van het jachtgebied in de buurt van het Kasteel van Heks dat prins-bisschop Franciscus Karel van Velbrück voor zichzelf verwierf.

## Natuur
Het Magneebos is gelegen op de zuidelijke en zuidwestelijke hellingen van een 115m hoge heuvel. De noordelijke en oostelijke hellingen bevinden zich op het grondgebied van Bommershoven, een deelgemeente van Borgloon. Deze hellingen zijn minder steil en worden gebruikt als landbouwgrond. Het laagste punt bevindt zich op een hoogte van 85m waardoor de hoogteverschillen minder uitgesproken zijn dan in het Manshovenbos.
In dit eiken-haagbeukenbos vindt men mossen, schimmels, slanke sleutelbloem, speenkruid en bosanemoon. De struiklaag bestaat voornamelijk uit de haagbeuk, hazelaar, gewone vlier en meidoorn. De bovenste laag wordt gevormd door de zomereik, beuk en es. Door de kalkrijke ondergrond komen aan de bosrand en op lichtrijke plaatsen de bosrank, liguster alsook de zeldzame bergnachtorchis en ruig hertshooi voor. Daarnaast worden ook maatregelen genomen om populaties wilde hamsters en blauwe kiekendieven uit te bouwen.